# Милета Протић
Милета Протић (Товаришево, код Бачке Паланке, 21. јун 1913 — Жепче, 19. децембар 1944) био је војни пилот, мајор НОВЈ и командир Прве ваздухопловне ескадриле НОВЈ.

## Биографија
Рођен у 21. јуна 1913. године у селу Товаришево, код Бачке Паланке. Потиче из имућне сељачке породице, а његови родитељи су, поред њега, имали још четворо деце. Основну школу је завршио у родном Товаришеву 1923, а затим четири разреда Грађанске школе у Бачкој Паланци, 1927. године.
После завршетка школовања у Гимназији у Сомбору, у јесен 1931. године, Милета Протић уписује Војно-поморску академију у Дубровнику, коју завршава 1934. године. Након првих година проведених на бродовима, Протић је 1939. године похађао и завршио наставу у Пилотској школи и постао пилот на војном хидроплану. Пред рат је добио чин поручник фрегате и постао хидроплански пилот.
У време бурних мартовских и априлских дана 1941. године Милета Протић се налазио у Ваздухопловној поморској бази Дивуље. Одлучан да настави рат, Милета се са групом официра и војника пробија ка ратној бази у Боки которској. У Ораховац, у Боки которској, стижу седам дана касније, 15. априла, а затим до Крфа, и даље, све преко Патраса, Пиреја и Крита стижу у Абукирски залив у Египту, 22. априла 1941. године. Била је то једина војна јединица бивше југословенске војске која је организовано прешла на страну Савезника, са циљем да настави борбу. Убрзо по доласку у Африку, југословенска ескадрила, у сарадњи са енглеским ваздухопловством, извршава прве борбене задатке.
Дана 22. априла 1944. године на ратном аеродрому Бенини у Либији формирана је Прва ескадрила НОВЈ, а Милета Протић је изабран за првог командира Прве ескадриле ратног ваздухопловства. 21. маја 1944. положио је заклетву маршалу Титу и југословенским народима. Тог дана командир Прве ескадриле Милета Протић прима заставу Нове Југославије, и тај датум се у СФРЈ славио као Дан ратног ваздухопловства и ПВО.
Одлука о формирању 1. Југославенске ескадриле прочитана је пред постројеним људством 22. априла 1944. на аеродрому Бенина. Том приликом ескадрила је добила назив „No 352 Yugoslav Squadron RAF“, и имала је 16 авиона Спитфајер Vc. Одмах по формирању ескадрила добија и школске авионе Харвард II као и борбене авионе типа Харикен. Већ 25-30. јуна добија и авионе Спитфајер Мk, Vb и Vc на које су одмах стављане ознаке НОВЈ. Важно је напоменути, као податак, да су авиони имали звезде преко британских ознака, што је заправо био преседан, јер било је ту Пољака и многих других који су се школовали, њима није дозвољено стављање њихових ознака на авионе. За време школовања командант је био РАФ-ов винг-командер Џон Ернест Проктор, а његов заменик (вођа сквадрона) мајор Милета Протић.
Почетком септембра 1944. године са аеродрома у Италији Милета Протић се са Првом ваздухопловном ескадрилом НОВЈ пребацио на Вис.
На свој последњи борбени задатак, шездесет и шести, Милета Протић је полетео 19. децембра 1944. године (аеродром Кан, у Италији), а погинуо бомбардујући колону тенкова код места Жепче, у централној Босни. Сахрањен је у родном Товаришеву.

## Одликовања и признања
- Посмртно је одликован Орденом партизанске звезде првог реда. 1957. године.
- Основна школа у Товаришеву носи име "Милета Протић".[2]
- КУД из Товаришева носи име "Милета Протић".[3]
- У центру места Товаришево подигнут му је споменик.
- У центру места је направљен спомен парк Милети Протићу.
- У Жепчи (месту погибије), му је постављен споменик „сломљено крило“.
- Једна улица у Товаришеву носи име Милете Протића.[2]
- Једна улица у Новом Саду носи име Милете Протића.[4]
- Једна улица у Сомбору носи име Милете Протића.[5]